# Архангельский государственный цирк
Архангельский государственный цирк — цирк в Архангельске, существовавший с 1929 по 1989 год.

## История
Первые летние деревянные цирковые здания в Архангельске построены в 1905 году Н. Ларом, который держал в Архангельске антрепризу до 1908 года и А. Изако, державшего антрепризу до 1910 года. С 1910 года в помещении цирка Изако работала труппа известного циркового артиста Семёна Павлова. В 1913 году цирк сгорел, в том же году Павлов построил в Соломбале новое здание цирка, существовавшего до 1925 года.
Государственный цирк в Архангельске был построен Центральным управлением государственными цирками в 1929 году. Открытие первого Архангельского Госцирка состоялось 1 августа 1930 года. Деревянное здание сгорело в 1958 году. В 1962 году было построено новое здание цирка. Цирк был летний, с железобетонным куполом без опорных колонн, со специальными конюшнями и помещениями для животных. Общая площадь — 3145 кв.м. Цирк функционировал с апреля по октябрь. Среди директоров Архангельского цирка были: М. Зиберов, В. Мусатов, А. Симнанский, К. Фогель, И. Блейхер, В. А. Захаров. В 1989 году, в связи с необходимостью ремонта здания, цирк был закрыт.

## Современное состояние
Цирк принадлежит архангельскому филиалу «Росгосцирка», площади сдаются в аренду под склады.
Финансирования на ремонт здания цирка нет, оно находится в ужасающем состоянии, вероятна угроза обрушения купола. Многократно предпринимались попытки восстановления здания цирка.
В 2007 году директор Архангельского цирка Михаил Милькис говорил о строительстве на месте старого цирка нового эстрадно-циркового комплекса под эгидой Российской государственной цирковой компании.
а также строительства на его месте нового здания,
В 2010 году в ходе встречи с министром финансов РФ Алексем Кудриным заместитель губернатора Архангельской области по инфраструктурному развитию Сергей Молчанский рассказал, что подготовлен проект реконструкции здания городского цирка. Планируется сделать современную арену, где можно будет проводить не только цирковые представления, но и форумы, выставки, концерты. Единственная проблема — это финансирование работ.
В августе 2012 года генеральный директор «Росгосцирка» Александр Калмыков рассказал, что в советские времена Архангельский цирк был убыточным, потому что работал всего 2-3 месяца в году.
В июне 2024 года было принято решение о сносе аварийного здания.
Доведенное до ветхого состояния здание цирка снесено 3 - 5 июля 2024 года.